# Сигурд Крсташ
Сигурд I Магнусон, познат и као Сигурд Крсташ (рођен око 1090. - умро 1130) је био краљ Норвешке (1103-1130) и први европски краљ који је узео учешћа у крсташким ратовима. Био је вођа Норвешког крсташког рата.

## Биографија
Рођен је у Норвешкој око 1090. године. Био је нелегитимни син краља Магнуса III Босоногог (1093-1103) и Торе. Наследио је престо са својом старијом и млађом браћом, Ејстином и Олафом Магнусоном, 1103. године. Сигурд је ширио утицај хришћанске цркве и градио је манастире и цркве. Његов брат Олаф је умро 1115. године, када је још увек био малолетан и неспреман за активну владавину. Ејстин и Сигурд су владали Норвешком до 1122. године, када је Ејстин умро, те је Сигурд остао једини краљ.
Сигурд је у историји остао упамћен као вођа Норвешког крсташког рата (1107-1111). Он је напустио домовину са 60 бродова у којима је било 5000 крсташа. Преко Енглеске, Француске, Шпаније и Сицилије, Сигурд је стигао у Свету земљу, претходно опљачкавши Балеарска острва. У Палестини је Сигурд остао до 1110. године, срдачно примљен од стране јерусалимског краља Балдуина I коме је помогао у опсади Сидона, након које је формирано Господство Сидон. Преко Цариграда, где је читаву флоту поклонио византијском цару Алексију I Комнину, Сигурд се вратио у Норвешку 1111. године.